# Ингульская культура
Ингульская культура, Ингульская катакомбная культура — археологическая культура бронзового века. Составляла западную часть катакомбного культурного сообщества.
Культура выделена Олимпиадой Шапошниковой в 1977 году.
Характерна высоким развитием скотоводства, присутствует земледелие, а также качественные изделия из камня, кожи, дерева и глины.

## Распространение
Ядро культуры находилось в степном междуречье Ингула и Буга, откуда она распространилась в другие края.
Культура продвинулась на юг Кировоградской области, частично в Молдову и Задунавье, (Добруджа), лесостепь Побужья (здесь сливалась со среднеднепровской культурой), степной Крым (здесь трудно найти чисто Ингульские достопримечательности), междуречье Орели и Самары, восточнее реки Молочная.
В бугско-ингульском междуречье насчитывается более 1000 подкурганных захоронений. Превалируют погребения в катакомбах с округлыми шахтами и овальными камерами.
Культура подразделяется на 2 фазы: раннюю и позднюю.

## Изделия
Яйцевидные кувшины, типичные для всех катакомбных культур и вплоть до кувшинов поздней эпохи ямной культуры.
Присутствует амфорная посуда. Много черт в посуде происходят от трипольской культуры и некоторые днепро-донецкой.
Присутствуют топоры-молотки.
На позднем этапе распространяется торговля с позднеямной, северокавказской, донецкой катакомбной, среднединской, маницкой, шнуровой керамики, одиноких захоронений и др.
В кургане у села Глиное Слободзейского района археологи обнаружили костные останки человека со следами хирургической операции. Возраст находки превышает 4 тысячи лет.